# Bohemund II. (Antiochia)
Bohemund II. (* 1108; † 1130) war Fürst von Antiochia und Tarent. Er war der Sohn des Gründers des Fürstentums, Bohemunds I. und von dessen Ehefrau Konstanze von Frankreich, der Tochter König Philipps I. Während seiner Minderjährigkeit regierten für ihn Tankred von Tiberias, sein Vetter (1111–1112), Roger von Salerno (1112–1119) und Balduin II. von Jerusalem (1119–1126).
1126 kam er aus Apulien nach Antiochia, um die Regierung in seinem Fürstentum aus der Hand des Königs von Jerusalem anzunehmen. Im folgenden Jahr heiratete er Alice von Jerusalem, die jüngere Tochter Balduins, und nahm am Angriff seines Schwiegervaters auf Damaskus teil. 1128 verlor er das Fürstentum Tarent an Roger II. von Sizilien. Die nächsten Jahre seiner Regierung in Antiochia waren durch Konflikte mit Joscelin I. von Edessa und Scharmützel an der Nordgrenze gekennzeichnet. 1130 wurde Bohemunds Armee von den Danischmenden unter Gümüştegin geschlagen, er fiel in diesem Kampf.
Aus seiner Ehe mit Alice hinterließ er eine Tochter, Konstanze von Antiochia.